# 加思·斯诺
加思·斯诺（英語：Garth Snow，1969年7月28日—），美国男子冰球运动员，场上位置是守门员。他曾代表美国国家队参加1994年冬季奥林匹克运动会冰球比赛，获得第8名。